# Eudesmia latifasciatus
Eudesmia latifasciatus är en fjärilsart som beskrevs av Butler 1875. Eudesmia latifasciatus ingår i släktet Eudesmia och familjen björnspinnare. Inga underarter finns listade i Catalogue of Life.